# An Thuyên
An Thuyên tên đầy đủ là Nguyễn An Thuyên (15 tháng 8 năm 1949 - 3 tháng 7 năm 2015) là một nhạc sĩ, nhạc công, thiếu tướng Quân đội nhân dân Việt Nam. Ông nguyên là Hiệu trưởng Trường Đại học Văn hóa - Nghệ thuật Quân đội, Phó Chủ tịch thường trực Hội Nhạc sĩ Việt Nam khóa VII. An Thuyên là nhạc sĩ Việt Nam đầu tiên được phong hàm cấp Tướng, ông là Thiếu tướng Quân đội nhân dân Việt Nam.
Ông mất ngày 3 tháng 7 năm 2015 tại Bệnh viện Trung ương Quân đội 108 vì chứng nhồi máu cơ tim cấp.

## Tiểu sử
An Thuyên sinh tại vùng quê nghèo Quỳnh Lưu, Nghệ An. Sau khi tốt nghiệp trường Văn hóa nghệ thuật Nghệ An, năm 1967, An Thuyên về công tác ở Ty Văn hoá Nghệ An Năm 1975, ông nhập ngũ. Năm 1977, ông về công tác ở Đoàn Văn công Quân khu 4.
Từ năm 1981 đến năm 1988, ông học tại Nhạc viện Hà Nội. Sau khi tốt nghiệp, năm 1988 ông về Phòng Văn nghệ Quân đội. Tháng 8 năm 1992, ông về công tác tại Trường Đại học Văn hóa - Nghệ thuật Quân đội. Năm 1993, ông trở thành Hiệu trưởng Trường Đại học Văn hóa Nghệ thuật Quân đội.
Ngày 2 tháng 1 năm 2008, An Thuyên đã trở thành nhạc sĩ đầu tiên ở Việt Nam được phong quân hàm thiếu tướng.

## Tác phẩm
Ông là một trong số các nhạc sĩ đã khai thác, vận dụng và phát triển vốn âm nhạc của dân ca Nghệ Tĩnh một cách tài tình, có hiệu quả  cùng với các tên tuổi khác mà ông đã từng học tập như Nguyễn Văn Tý, Trần Hoàn, Nguyễn Tài Tuệ, Tân Huyền, Đỗ Nhuận, Đinh Quang Hợp, Văn Dung, Huy Thục, Doãn Nho, Nguyên Nhung, Nguyễn Trọng Tạo, Dân Huyền, Đôn Truyền, Hồ Bắc, Nguyễn Đình Bảng, Phó Đức Phương, Nguyễn Cường, Xuân Giao, Trương Ngọc Ninh, Lê Việt Hòa, Ánh Dương, Thái Quý, Huy Cường, Đỗ Dũng, Hồ Hữu Thới, Lê Hàm, Hoàng Thành, Thanh Tùng, Văn Thế, Vi Phong, Thanh Lưu, Ngọc Thịnh, Mai Cường, Tân Khai, Võ Văn Di, Phan Thanh Chương...

### Ca khúc
An Thuyên đã được người yêu âm nhạc biết đến từ tác phẩm Em chọn lối này, viết khoảng năm 1971. Ông sáng tác ca khúc khá đều đặn, hầu hết đều mang âm hưởng dân ca ngọt ngào sâu lắng, nhiều tác phẩm có chất lượng và đã có sức lan toả rộng lớn. Những giọng hát nào phù hợp với dòng nhạc của ông có thể kể đến Lệ Thanh, Thu Hiền, Quang Linh, Lê Anh Dũng, Anh Thơ, Hà Linh, Bùi Lê Mận... Một số tác phẩm tiêu biểu:
- Em chọn lối này (1971)
- Đêm nghe hát đò đưa nhớ Bác (1974)
- Hành quân lên Tây Bắc
- Thơ tình của núi
- Chín bậc tình yêu
- Huế thương (1992)
- Neo đậu bến quê (1993)
- Mẹ Việt Nam anh hùng (1995)
- Ca dao em và tôi
- Chiều sông Thương (thơ Hữu Thỉnh)
- Du xuân
- Dương cầm thu không em
- Tiếng đàn
- Hát vang lý tưởng tuổi trẻ Việt Nam (2012)
- Tình làng quê
- Ở rừng nhớ anh
- Pác Bó hát mãi tên Người
- Khúc hát ru của người mẹ lính
- Về miền Trung
- Hà Tĩnh mình thương (1996)
- Chiều Cần Thơ (thơ Nguyễn Thế Kỷ)
- Tiếng đàn Balalaika trên sông Đà (thơ Quang Huy)

### Tác phẩm khác
An Thuyên còn viết một số kịch hát đã được dàn dựng ở nhiều Đoàn Văn công như Trương Chi, Đôi đũa kim giao, Biển tình cay đắng, Đất nước đứng lên (kịch bản dựa theo tiểu thuyết cùng tên của Nguyên Ngọc). Ngoài ra, ông còn sáng tác cho khí nhạc, đáng chú ý có Concerto cho sáo và dàn nhạc giao hưởng. Ông còn viết nhạc cho phim và viết phần âm nhạc cho khoảng 60 vở kịch nói, tuồng, chèo...

### Đón nhận
Với sự thể hiện của nhiều ca sĩ như Trọng Tấn qua ca khúc Thơ tình của núi, Bùi Lê Mận với Đêm nghe hát đò đưa nhớ Bác, các bài hát được đông đảo quần chúng đón nhận và để lại nhiều cảm xúc cho người nghe.
Một số ca khúc được thể hiện trong các chương trình đặc biệt như trong chương trình Đêm nghe hát đò đưa nhớ Bác của VTC vào năm 2017, Neo đậu bến quê trong Hoa xuân ca 2024 của VTV. Và xuất hiện trong các album của nhiều ca sĩ.

## Giải thưởng
- Giải Nhất cuộc thi ca khúc toàn quốc năm 1985: Tiếng đàn balalaica trên sông Đà (phỏng thơ Quang Huy).
- Giải thưởng chính thức của Bộ Quốc phòng: Hành quân lên Tây Bắc (1984), Thơ tình của núi (1994).
- Giải Nhất của Bộ Văn hoá - Thông tin và Hội Nhạc sĩ Việt Nam: Khi xe tăng qua miền Quan họ (1985), Mẹ Việt Nam anh hùng (1995).
- Giải Nhì Hội Nhạc sĩ Việt Nam: Chín bậc tình yêu (1992).[18]
- Giải thưởng Nhà nước về Văn học Nghệ thuật năm 2007.[19]

## Khen thưởng
- Chiến sĩ thi đua
- Chiến sĩ quyết thắng (12 năm liền) [cần dẫn nguồn]
- Huân chương lao động hạng III.[20]
- Huân chương chiến công hạng I.